# Diplacus pictus
Diplacus pictus är en gyckelblomsväxtart som först beskrevs av Edward Lee Greene, och fick sitt nu gällande namn av Guy L. Nesom. Diplacus pictus ingår i släktet Diplacus och familjen gyckelblomsväxter. Inga underarter finns listade i Catalogue of Life.